# Legio II Pompeius
Legio II Pompeius — римський легіон. Назва Pompeius, тобто «Помпеянський», була неофіційною.

## Історія
Створено за наказом Ґнея Помпея Великого у 55 р. до н. е. в провінції Далека Іспанія. У 52 р. до н. е. його очолював Марк Теренцій Варрон. З початком війни між Ґаєм Юлієм Цезарем і Помпеєм зберіг вірність останньому. Більша частина легіону брала участь у битві при Ілерді, де помпеянці зазнали поразки. Після цього Варрон здався Цезарю, а частини легіону, що врятувалися, увійшли до війська цезаріанців.
У 48 р. до н. е. підпорядковано пропретору Квінту Кассію Лонґіну. Брав участь у війні з лузітанами. У 46 р. до н. е. (разом з іншими римськими загонами) очолив Публій Сітій. Легіон діяв у Мавретанії. Того ж року повернувся до Далекої Іспанії, де брав участь у заворушеннях проти Квінта Кассія Лонґіна. Після придушення заворушень легіон переміщено до Гібралтарської скелі. Проте легіон знову виступив проти пропретора, і зрештою Кассій Лонґін вимушений був залишити посаду. В подальшому легіон перейшов на бік Ґнея Помпея Маґна Молодшого.
У 45 р. до н. е. легіон брав участь у битві при Мунді, де помпеянці остаточно зазнали поразки, але легіон здебільшого зміг зберегтися. Його поповнив і включив до свого війська Ґай Юлій Цезар. Того ж року переведено до провінції Македонія в області Епір — до м. Аполлонія Іллірійська. Планувалося залучити цей легіон у майбутньому поході проти Парфії.
Після загибелі Цезаря у 44 р. до н. е. за наказом сенату переведено до Італії. В подальшому легіон підтримав Марка Антонія, внаслідок чого перейшов до Цізальпійської Галлії. У 43 р. до н. е. брав участь у битві Антонія проти республіканської армії при Галльському Форумі, де його було повністю знищено.